# Extraordinary Girl
«Extraordinary Girl» (Chica Extraordinaria) es la novena canción del álbum ópera rock punk American Idiot de Green Day. Sigue la historia de Jesus of Suburbia y su enamoramiento de Whatsername.

## Historia de Jesus of Suburbia
Jesus of Suburbia, ahora actuando como St. Jimmy, ocultando todas sus inseguridades tras este personaje, y así parecer más «rudo» ante ella, comienza a salir y a conocer más Whatsername. Jesus of Suburbia/Jimmy se da cuenta de que en verdad ella no es nada de lo que parece, o intenta aparentar, alguien rebelde y fría. Al igual que él, utiliza una máscara para ocultar y sus emociones. Es alguien compleja, con emociones que brotan explosivamente, hasta hacerla sentir enferma de tanto llorar.

## Historia de Jesus of Suburbia en el Musical de Broadway
En la obra de Broadway, aquí Will (adolescente que se escapa con Jesús de su hogar pero se ve interesado por entrar a las fuerzas armadas) se enamora de la enfermera que lo atiende en el hospital de campaña, ya que es herido en Irak, se imagina él y ella bailando.

## Intérpretaciones en vivo
La canción se tocó durante el American Idiot World Tour y el 21st Century Breakdown World Tour. En el primero se tocó exclusivamente en los shows donde se interpretaba de manera completa el disco American Idiot; mientras que en el segundo era de manera acústica en los shows por Sudamérica.

## Versiones
- La versión original que aparece en el disco American Idiot.[2]
- La versión del musical American Idiot que aparece en el disco American Idiot: The Original Broadway Cast Recording.[3]